# 埃梅莱克体育俱乐部
埃梅莱克体育俱乐部（西班牙語：Club Sport Emelec）是厄瓜多尔瓜亚基尔的一个体育俱乐部，最知名的是其足球队。埃梅莱克足球队现在参加厄瓜多尔足球甲级联赛。埃梅莱克（Emelec）是厄瓜多尔电力公司（西班牙語：Empresa Eléctrica del Ecuador）的缩写。

## 球會榮譽
- 厄瓜多甲級足球聯賽：1957, 1961, 1965, 1972, 1979, 1988, 1993, 1994, 2001, 2002, 2013, 2014, 2015, 2017
- 厄瓜多乙級足球聯賽：1981E1